# Freguesia da Sé (Macau)
A Freguesia da Sé é uma das sete freguesias de Macau e localiza-se no sudeste da Península de Macau. Ela não tem quaisquer poderes administrativos, sendo reconhecido pelo Governo como uma mera divisão regional e simbólica de Macau. 
É a maior freguesia de Macau, possuindo uma área de 3,4 km². Corresponde a 36,56% da área da Península (aproximadamente com 9,3 km²). É a segunda região menos populosa, com somente 34,2 mil habitantes, e a primeira com menor densidade populacional, com somente 11,4 mil habitantes por quilómetro quadrado, da Península. Faz fronteira a sul com a Freguesia de S. Lourenço, e a norte com as Freguesias de St. António e S. Lázaro.
É nesta freguesia que se encontra o centro urbano de Macau, o Largo do Senado e também o centro financeiro, comercial e bancário de Macau (localizado perto do Largo do Senado, na região de Praia Grande e da Avenida Almeida Ribeiro).
Restaurantes e hotéis de qualidade e casinos localizam-se maioritariamente nesta divisão. O Terminal Marítimo e Heliporto de Macau - Hong-Kong também localiza-se nesta freguesia.

## Edifícios ou Locais famosos localizados na Freguesia da Sé
- Igreja da Sé
- Hotel e Casino Lisboa de Macau
- Casino Sands
- Edifício do Banco da China
- Alameda Doutor Carlos D'Assumpção (em homenagem ao líder macaense Carlos d'Assumpção)
- Avenida Doutor Sun Yat Sen
- Avenida Doutor Stanley Ho
- Assembleia Legislativa de Macau
- Edificio dos Tribunais
- Torre de Macau
- Nam Van, Lagos de Nam Van
- Lagos de Sai Van
- Centro Cultural de Macau
- Doca dos Pescadores
- Terminal Marítimo do Porto Exterior
- Avenida Almeida Ribeiro
- Largo do Senado
- Largo da Sé
- Largo de São Domingos
- Santa Casa de Misericórdia
- Igreja de São Domingos
- Templo de Sam Kai Vun Kun
- Casa de Lou Kau